# Romanino

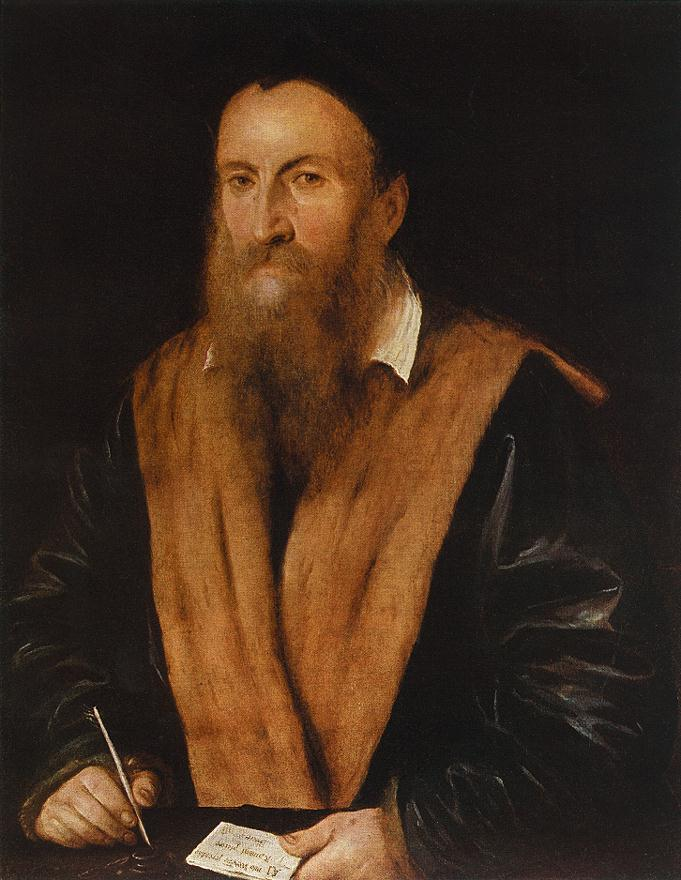
Romanino.

Girolamo di Romano llamado El Romanino (Brescia, 1484/1487 - ca. 1566). Pintor italiano.

## Biografía
Hijo de Luchino, perteneciente a una familia asentada en Brescia pero proveniente de Romano di Lombardia, su formación se desarrolló en su ciudad natal en primera instancia, y posteriormente en Venecia, recibiendo la influencia de Giorgione y de Durero, tal y como demuestra la obra Madonna con el niño del Louvre. El catálogo de su producción temprana todavía es algo confuso, pues sus vinculaciones y semejanza de estilo con Altobello Melone, con quien trabajó en diversos proyectos ponen en duda la segura atribución de algunas obras.
En 1509 pintó al fresco los episodios de la vida de Nicolo Orsini, que actualmente se encuentran en la Galería de la Academia de Venecia. En 1513 se encontraba en Padua, donde recibió el encargo de los padres benedictinos del monasterio de Santa Justina de realizar la tabla central de altar mayor. Entre los años 1531 y 1532 trabajó en Trento, junto a los artistas Dosso Dossi, Battista Dossi y Marcello Fogolino en la decoración de las nuevas salas del Castello del Buonconsiglio, bajo la comisión del cardenal Bernardo Clesio, príncipe obispo de Trento.
Su última obra conocida es Cristo predicando a la turba, de San Pedro de Módena.